# Es erhub sich ein Streit
Es erhub sich ein Streit (BWV 19) ist eine Kantate von Johann Sebastian Bach. Sie wurde für das Michaelisfest geschrieben, das alljährlich am 29. September gefeiert wird und 1726, im Jahr der ersten Aufführung, auf einen Sonntag fiel.
Der Text der Kantate geht auf ein Gedicht von Christian Friedrich Henrici zurück, das in seiner Sammlung erbaulicher Gedanken 1725 in Leipzig veröffentlicht wurde. Möglicherweise wurde der Text von Bach selbst umgearbeitet.

## Besetzung und Aufbau
Als Besetzung sind vorgesehen drei Solisten (Sopran, Tenor, Bass) und vierstimmig-gemischter Chor sowie als Instrumente Oboe I und II, Oboe d’amore I und II, Oboe da caccia, Tromba I, II, III, Timpani, Violine I und II, Viola und Continuo.
1. Coro (Tr I-III, Ti, Vl I/II, Ob I/II, Va e Oc, Bc): Es erhub sich ein Streit
2. Recitativo B (Bc): Gottlob! der Drache liegt
3. Aria S (Oa I/II, Bc): Gott schickt uns Mahanaim zu
4. Recitativo T (Vl I/II, Va, Bc): Was ist der schnöde Mensch
5. Aria e Choral T (Tr, Vl I/II, Va, Bc): Bleibt, ihr Engel, bleibt bei mir
6. Recitativo S (Bc): Lasst uns das Angesicht
7. Choral (Tr I-III, Ti, Ob I e Vl I col S, Ob II e Vl II coll' A, Oc e Va col T, Bc): Lass dein' Engel mit mir fahren[3]